# Торичела Пелиња
Торичела Пелиња (итал. Torricella Peligna) је насеље у Италији у округу Кјети, региону Абруцо.
Према процени из 2011. у насељу је живело 961 становника. Насеље се налази на надморској висини од 885 м.

## Становништво
Према резултатима пописа становништва 2011. у општини је живело 1.391 становника.
| 1931. | 1936. | 1951. | 1961. | 1971. | 1981. | 1991. | 2001. | 2011. |
| ----- | ----- | ----- | ----- | ----- | ----- | ----- | ----- | ----- |
| 3.800 | 3.989 | 3.964 | 3.322 | 2.334 | 2.031 | 1.833 | 1.587 | 1.391 |